# Cangas del Narcea (Gerichtsbezirk)
Der Gerichtsbezirk Cangas del Narcea ist einer der 18 Gerichtsbezirke in der autonomen Gemeinschaft Asturien.
Der Bezirk umfasst 3 Gemeinden auf einer Fläche von 1.244,03 km² mit dem Hauptquartier in Cangas del Narcea.

## Gemeinden
| Gemeinde                         | Einwohner (2024) | Fläche km² | Dichte Einw./km² | Cod INE | Postleitzahl |
| -------------------------------- | ---------------- | ---------- | ---------------- | ------- | ------------ |
| Cangas del Narcea                | 11.421           | 823,57     | 14               | 33011   | 33800–33819  |
| Degaña                           | 780              | 87,16      | 9                | 33022   | 33812        |
| Ibias                            | 1.098            | 333,30     | 3                | 33028   | 33810        |
| Gerichtsbezirk Cangas del Narcea | 13.299           | 1.244,03   | 11               | –       | –            |